# Guiémé
Guiémé (auch: Guéimé, Guémé, Gueymé) ist ein Dorf in der Landgemeinde Tamou in Niger.

## Geographie
Das von einem traditionellen Ortsvorsteher (chef traditionnel) geleitete Dorf liegt am rechten Ufer des Flusses Niger. Es befindet sich rund 32 Kilometer östlich des Hauptorts Tamou der gleichnamigen Landgemeinde, die zum Departement Say in der Region Tillabéri gehört. Zu den Siedlungen in der näheren Umgebung von Guiémé zählen Guiémé Rive Gauche am gegenüberliegenden Flussufer (die französische Bezeichnung Rive Gauche bedeutet „linkes Ufer“) und Sékou Koira am selben Flussufer im Süden.
Es herrscht das Klima der Sudanzone vor, mit einer durchschnittlichen jährlichen Niederschlagsmenge zwischen 600 und 700 mm.
Am Flussufer in Guiémé wurden folgende Vogelarten beobachtet:
- Flussuferläufer (Actitis hypoleucos)
- Blaustirn-Blatthühnchen (Actophilornis africanus)
- Schwarzkielralle (Amaurornis flavirostra)
- Glanzklaffschnabel (Anastomus lamelligerus)
- Silberreiher (Ardea alba)
- Graureiher (Ardea cinerea)
- Rallenreiher (Ardeola ralloides)
- Kuhreiher (Bubulcus ibis)
- Graufischer (Ceryle rudis)
- Elfennektarvogel (Cinnyris pulchellus)
- Senegalracke (Coracias abyssinicus)
- Strichelracke (Coracias naevius)
- Witwenpfeifgans (Dendrocygna viduata)
- Fahlkehlschwalbe (Hirundo aethiopica)
- Singschwalbe (Hirundo lucida)
- Rauchschwalbe (Hirundo rustica)
- Langschwanz-Glanzstar (Lamprotornis caudatus)
- Rotbauch-Glanzstar (Lamprotornis pulcher)
- Purpurglanzstar (Lamprotornis purpureus)
- Goldscheitelwürger (Laniarius barbarus)
- Grautoko (Lophoceros nasutus)
- Grünstirnspint (Merops bulocki)
- Bronzescheitel-Smaragdspint (Merops orientalis)
- Dotterweber (Ploceus vitellinus)
- Felsenrebhuhn (Ptilopachus petrosus)
- Glanzente (Sarkidiornis melanotos)
- Brillentaube (Streptopelia decipiens)
- Lachtaube (Streptopelia roseogrisea)
- Pharaonenibis (Threskiornis aethiopicus)
- Erzflecktäubchen (Turtur abyssinicus)
- Schmetterlingsfink (Uraeginthus bengalus)
- Senegalkiebitz (Vanellus senegallus)[3]

## Geschichte
Das Dorf Guiémé wurde 1974 gegründet. Der Ortsname lässt sich als „Maulbeerfeigen-Ufer“ übersetzen. Mit der Einrichtung eines Marktes sollten die Dörfer in der Umgebung besser versorgt werden, deren Bewohner bis dahin die weiter entfernten Märkte von Boumba oder Say aufsuchen mussten. Die Handelsbeziehungen wurden ausgeweitet, als 1981 erstmals Pirogen aus Benin und Nigeria in Guiémé anlegten.

## Bevölkerung
Bei der Volkszählung 2012 hatte Guiémé 630 Einwohner, die in 130 Haushalten lebten. Bei der Volkszählung 2001 betrug die Einwohnerzahl 631 in 66 Haushalten und bei der Volkszählung 1988 belief sich die Einwohnerzahl auf 1208 in 212 Haushalten.
Die Haupt-Ethnie im Dorf sind Gourmantché.

## Wirtschaft und Infrastruktur
Der bedeutende Wochenmarkt von Guiémé ist auch deshalb ungewöhnlich, weil er nicht innerhalb eines Tages, sondern jeweils von Dienstag Abend bis Mittwoch untertags abgehalten wird. Er wird von Händlern aus der Hauptstadt Niamey belebt und weist ein vielfältiges Warenangebot auf. Dazu zählen verschiedene Handwerksprodukte aus Kirtachi sowie Süßkartoffeln, Tomaten und Zwiebeln aus der Umgebung.
Es gibt eine Schule im Dorf. Guiémé ist über die 30,3 Kilometer lange Route 677, eine einfache Landstraße, mit dem Dorf Allambaré und über die 39 Kilometer lange Route 647, eine einfache Piste, mit dem Dorf Dokimana verbunden.